# Litsea albida
Litsea albida är en lagerväxtart som först beskrevs av André Joseph Guillaume Henri Kostermans, och fick sitt nu gällande namn av André Joseph Guillaume Henri Kostermans. Litsea albida ingår i släktet Litsea och familjen lagerväxter. Inga underarter finns listade i Catalogue of Life.